# Nepeta latifolia
Nepeta latifolia là một loài thực vật có hoa trong họ Hoa môi. Loài này được DC. mô tả khoa học đầu tiên năm 1805.